# Akhmat Khan
Akhmat Khan, vollständig Achmed Chan bin Kütschük (auch Ahmed Khan; † 6. Januar 1481 an der Mündung des Donez), war von 1465 bis 1481 Khan der Großen Horde.
Akhmat Khan entriss seinem Bruder Mahmud Khan die Herrschaft, die dieser seit 1459 innehatte. 1472 ging Akhmat Khan ein Bündnis mit dem polnischen Herrscher Kasimir IV. gegen den russischen Herrscher Iwan III. ein. Das Bündnis konnte jedoch Russland nicht bezwingen. Der erste Feldzug Akhmats gegen Iwan III. scheiterte in der Schlacht von Alexin. 1480 organisierte Akhmat Khan einen weiteren Kriegszug gegen Moskau, der schließlich nach dem fast kampflosen Stehen an der Ugra zum Ende der Mongolischen Invasion in Russland führte. Die mongolische Bedrohung war damit für Russland ein für alle Mal beendet. Am 6. Januar 1481 wurden Akhmat Khan und seine Leute von Ibaq Khan, dem Herrscher des Khanats Sibir, an der Mündung des Donez getötet. Sein Nachfolger Saih Ahmed wurde als letzter Herrscher der Goldenen Horde in Litauen hingerichtet.